# يبلا (إربد)
يبلا قرية في محافظة إربد في الأردن، تتبع إداريًا للواء بني كنانة، بلغ عدد سكانها بحسب إحصاء عام 2015 ما يقارب 7432 نسمة.